# 琴叶榕
琴叶榕（学名：Ficus pandurata）是桑科榕属的植物。分布在越南以及中国大陆的江西、浙江、安徽、广西、湖南、广东、湖北、福建、海南等地，生长于海拔300米至1,600米的地区，多生于山地、旷野以及灌丛林下，目前已由人工引种栽培。

## 异名
- Ficus pandurata Hance var. holophylla Migo